# Anthony Bennett
Anthony Harris Bennett (Toronto, 14 maart 1993) is een Canadees basketballer.

## Carrière
Bennett speelde collegebasketball voor ULNV. Op 27 juni 2013 werd hij als eerste gekozen door de Cleveland Cavaliers en werd daarmee de eerste Canadees in de geschiedenis van de NBA om als eerste gekozen te worden. Na een reeks rampzalige optredens staat hij te boek als een van de slechtste eerstekeuzes in de geschiedenis van de NBA. In zijn eerste zeven officiële NBA optredens, schoot hij 1/21 van het veld. Op 28 januari 2014 scoort hij 15 punten en 8 rebounds tegen de New Orleans Pelicans, waarmee hij voor het eerst in 33 wedstrijden in de dubbele cijfers komt. De daaropvolgende 11 februari behaalde hij zijn eerste double-double uit zijn carrière, met 19 punten en 10 rebounds tegen de Sacramento Kings. In juli was hij een stuk dunner op de Summer League, met een gemiddelde van 13 punten en 7 rebounds.
Op 23 augustus werd hij, samen met Andrew Wiggins, geruild aan de Minnesota Timberwolves in een ruil waarbij ook de Philadelphia 76ers betrokken waren om Kevin Love naar Cleveland te brengen. Op 19 oktober daarop volgend oefenden de Timberwolves een optie uit om zijn rookie contract voor het volgende seizoen te verlengen. Op 21 november scoorde hij een record van 20 punten tegen de San Antonio Spurs. Op 20 februari 2015 raakte hij geblesseerd aan zijn rechterenkel, waardoor hij veertien dagen aan de kant moest blijven. Hij speelde in totaal 57 wedstrijden, met een gemiddelde van 5,2 punten en 3,8 rebounds in 15,7 minuten. Op 23 september wordt hij door de Wolves geschrapt.
Op 27 september 2015 tekent hij een eenjarig contract bij zijn geboorteploeg, de Toronto Raptors. Hij maakte zijn debuut bij zijn nieuwe ploeg op 30 oktober tegen de Boston Celtics, met 3 rebounds en een steal. Op 20 december diende hij een aanvraag in voor toewijzing aan de Raptors 905, een D-League team. Hij debuteerde met hen tegen de Delaware 87ers, scoorde 13 punten en 4 rebounds en werd de eerste keuze die in de D-League speelde. Dezelfde dag werd hij door de Raptors opgeroepen voor de wedstrijd tegen de Sacramento Kings. Tijdens het seizoen werd hij nog drie keer ingedeeld bij de Raptors 905, voordat hij op 1 maart van het daaropvolgende seizoen werd afgezet. Tijdens zijn tijd in Toronto werd Bennett zwaar bekritiseerd om zijn gebrek aan professionaliteit en slechte inzet.
Op 14 juli 2016 tekende hij een eenjarig contract bij de Brooklyn Nets. Hij maakte zijn debuut in zijn nieuwe shirt op 29 oktober, met negen punten in 18 minuten van de bank. Tot tweemaal toe werd hij ingedeeld bij de Long Island Nets in de D-League; met hen speelde hij één wedstrijd waarin hij 22 punten scoorde. Echter, op 9 januari 2017 na 23 wedstrijden waarin hij 115 punten scoorde (dus gemiddeld 5 punten per wedstrijd) werd hij door de Nets weggestuurd.
Hij speelde nadien voor Fenerbahce Ulker en de Northern Arizona Suns in 2017.

### Nationale ploeg
Bennett maakte zijn debuut voor het Canadese nationale basketbalteam op de Pan-Amerikaanse Spelen. Hij won de zilveren medaille met Canada, met een gemiddelde van 15,6 punten en 10,4 rebounds. Bennett won met Canada de bronzen medaille op de Amerikaanse basketbalkampioenschappen van 2015.

## Statistieken

### Regulier seizoen
| Seizoen  | Team                   | WG  | WS | MPW  | 2P%  | 3P%  | FW%  | RPW | APW | SPW | BPW | PPW |
| -------- | ---------------------- | --- | -- | ---- | ---- | ---- | ---- | --- | --- | --- | --- | --- |
| 2013/14  | Cleveland Cavaliers    | 52  | 0  | 12,8 | 35,6 | 24,5 | 63,8 | 3,0 | 0,3 | 0,4 | 0,2 | 4,2 |
| 2013/14  | Minnesota Timberwolves | 57  | 3  | 15,7 | 42,1 | 30,4 | 64,1 | 3,8 | 0,8 | 0,5 | 0,3 | 5,2 |
| 2015/16  | Toronto Raptors        | 19  | 0  | 4,4  | 29,6 | 21,4 | 90,0 | 1,2 | 0,0 | 0,3 | 0,0 | 1,5 |
| 2016/17  | Brooklyn Nets          | 23  | 1  | 11,5 | 41,3 | 27,1 | 72,2 | 3,4 | 0,5 | 0,2 | 0,1 | 5,0 |
| Carrière | Carrière               | 151 | 4  | 12,6 | 39,2 | 26,1 | 67,0 | 3,1 | 0,5 | 0,4 | 0,2 | 4,4 |

## Erelijst
- EuroLeague: 2017